# Inugami Circus Dan
Inugami Circus Dan (犬神サーカス団) est un groupe de rock japonais créé en 1994.

## Histoire
Inugami Circus Dan est créé en 1994. Son nom signifie littéralement "La troupe de cirque du Dieu-Chien". Le groupe est composé de quatre membres, dont une femme, Kyôko, au chant. A la batterie on retrouve Akira, qui est aussi leader, à la basse Zin et à la Guitare Jouji Ni Gou.
Ils font partie de la mouvance angura kei, et leur style vestimentaire peut être qualifié de "traditionnel". Uniformes de lycéens d'avant-guerre pour les hommes, kimono pour la chanteuse. Ils ne se prennent pas au sérieux, et font preuve de beaucoup d'humour, notamment dans leurs clips. Les paroles sont assez sombres voire gores, légèrement teintées de grotesque (inceste, meurtres, cannibalisme...) et sont écrites par le batteur, Akira.
La musique navigue entre le metal, l'enka, le rock classique, ou encore un rock légèrement teinté de pop, selon les morceaux. Leur discographie est très fournie et leur a permis depuis 1994 d'explorer un bon nombre de styles de musique.
Ils ont réussi à se faire connaître au Japon et ont même fait plusieurs passages télé, ce qui fait s'interroger les fans sur la pertinence d'une qualification d'angura kei, supposée seulement underground.

## Discographie

### Albums
- Jigoku no Komoriuta (地獄の子守唄) - 1999
- Hebigami-hime (蛇神姫) - 2000
- Ankoku Zankoku Gekijou (暗黒残酷劇場) - 2001
- Kaidan! Kubitsuri no Mori (怪談 首つりの森) - 2002
- Kami no Inu (神の犬) - 2003
- Greatest Hits (グレイテスト・ヒッツ) - 2004
- Sukeban Rock (スケ番ロック) - 2005
- Kejijou no Eros (形而上のエロス) - 2006

### Mini-Albums
- Goreizen (御霊前) - 1997
- Akaneko (赤猫) - 2000
- Machiwabita Hi ~ Keijijou no Eros Gaiden (待ちわびた日～形而上のエロス外伝) - 2006

### Singles
- "Jinkou Ninshin Chuuzetsu" (人工妊娠中絶) - 2001
- "Saigo no Idol" (最後のアイドル) (2-track CD+18-track DVD) - 2003
- "Inochi Mijikashi Koiseyo Jinrui!" (命みぢかし恋せよ人類！) - 2003
- "Saisho no Tobira" (最初の扉) - 2004
- "Tsugou no Ii Onna / Honto ni Honto ni Gokurou-san" (都合のいい女・ほんとにほんとに御苦労さん) - 2004

### DVD / VHS
- Yoru ga Owacchimau Mae ni (夜が終っちまう前に) - 1998
- Nozoki Karaku Kyouken Shibai (覘キ絡繰狂犬芝居) - 1998
- Hakoiri Idou Circus ~Tent Sono Ichi~ (箱入り移動サアカス~テント其ノ壱~) - 2002
- Yomi no Kuni (黄泉の国) - 2003
- Sennou (洗脳) - 2003
- Chingonka ~Requiem~ (鎮魂歌～レクイエム～) - 2003
- Video Clip-Shuu - Seppuku (ビデオクリップ集・切腹) - 2004

### Compilation / Autre
- Akai Hebi (赤い蛇) (Akai Hebi) - 2000
- Ijou no Utage (異形の宴) (Akaasa no Shoufu [赤痣の娼婦], Enamel wo Nurareta Apollinaire [エナメルを塗られたアポリネール]) - 2000
- Ijou no Utage (異形の宴) (DVD) (Enamel wo Nurareta Apollinaire [エナメルを塗られたアポリネール]) - 2000
- Forever Young (フォーエバー・ヤング) (Takeda no Komoriuta) - 2001
- 365:TRIBUTE TO STALIN (STOP JAP) - 2001